# 자라이
자라이 시사(베트남어: Thị xã Giá Rai / 市社架淶)는 베트남 박리에우성의 티싸(시사)이다.

## 행정 구역
자라이 시사에는 3개 방(坊)과 7개 사(社)가 있다.

### 방
- 1방 (Phường 1)
- 2방 (Phường 2)
- 호퐁방 (Hộ Phòng / 戶防)

### 사
- 랑쫀사 (Láng Tròn / 廊倫)
- 퐁떤사 (Phong Tân / 豐新)
- 퐁타인사 (Phong Thạnh / 豐盛)
- 퐁타인A사 (Phong Thạnh A / 豐盛A)
- 퐁타인동사 (Phong Thạnh Đông / 豐盛東)
- 퐁타인떠이사 (Phong Thạnh Tây / 豐盛西)
- 떤퐁사 (Tân Phong / 新豐)
- 떤타인사 (Tân Thành / 新城)